# Lucille La Verne
Lucille La Verne, pseudonimo di Lucille Mitchum (Nashville, 7 novembre 1872 – Culver City, 4 marzo 1945), è stata un'attrice statunitense.

## Biografia
Nata a Nashville nel 1872, lavorò nel mondo del cinema dal 1915 circa fino alla sua morte, avvenuta nel 1945 all'età di 72 anni a causa di un cancro. Il suo ultimo lavoro è Biancaneve e i sette nani del 1937, in cui dà la voce originale sia alla regina che alla strega.

## Filmografia
- Over Night, regia di James Young (1915)
- Sweet Kitty Bellairs, regia di James Young (1916)
- The Thousand-Dollar Husband, regia di James Young (1916)
- Polly of the Circus, regia di Edwin L. Hollywood e Charles Horan (1917)
- La maschera della vita (The Life Mask), regia di Frank Hall Crane (1918)
- Cuore d'acciaio (Tempered Steel), regia di Ralph Ince (1918)
- The Praise Agent, regia di Frank Hall Crane (1919)
- Le due orfanelle (Orphans of the Storm), regia di David Wark Griffith (1921)
- La rosa bianca (The White Rose), regia di David Wark Griffith (1923)
- Zazà (Zaza), regia di Allan Dwan (1923)
- Among the Missing, regia di William Nigh (1923)
- America, regia di David Wark Griffith (1924)
- His Darker Self, regia di John W. Noble (1924)
- Sun-Up, regia di Edmund Goulding (1925)
- The Last Moment, regia di Paul Fejos (1928)
- Il cavaliere della libertà (Abraham Lincoln), regia di David Wark Griffith (1930)
- La vacanza del peccatore (Sinners' Holiday), regia di John G. Adolfi (1930)
- The Comeback, regia di Albert H. Kelley – cortometraggio (1930)
- Piccolo Cesare (Little Caesar), regia di Mervyn LeRoy (1931)
- The Great Meadow, regia di Charles Brabin (1931)
- Una tragedia americana (An American Tragedy), regia di Josef von Sternberg (1931)
- 24 Hours, regia di Marion Gering (1931)
- Nell'oasi del terrore (The Unholy Garden), regia di George Fitzmaurice (1931)
- Il vagabondo e la ballerina (Union Depot), regia di Alfred E. Green (1932)
- She Wanted a Millionaire, regia di John G. Blystone (1932)
- Il segreto del dottore (Alias the Doctor), regia di Michael Curtiz (1932)
- While Paris Sleeps, regia di Allan Dwan (1932)
- Umanità (Hearts of Humanity), regia di Christy Cabanne (1932)
- Breach of Promise, regia di Paul L. Stein (1932)
- A Strange Adventure, regia di Phil Whitman (1932)
- Wild Horse Mesa, regia di Henry Hathaway (1932)
- Pellegrinaggio (Pilgrimage), regia di John Ford (1933)
- The Last Trail, regia di James Tinling (1933)
- Beloved, regia di Victor Schertzinger (1934)
- School for Girls, regia di William Nigh (1934)
- Nei boschi del Kentucky (Kentucky Kernels), regia di George Stevens (1934)
- Il grande Barnum (The Mighty Barnum), regia di Walter Lang (1934)
- Le due città (A Tale of Two Cities), regia di Jack Conway (1935)
- Biancaneve e i sette nani (Snow White and the Seven Dwarfs), regia di David Hand – voce (1937)

## Doppiatrici italiane
Nelle versioni in italiano delle opere in cui ha recitato, Lucille La Verne è stata doppiata da:
- Maria Saccenti in Piccolo Cesare
- Dina Romano ne Le due città (edizione del dopoguerra)

Nelle versioni italiane del film d'animazione Biancaneve e i sette nani la voce dell'attrice è sostituita da quella di:
- Tina Lattanzi nel ruolo della Regina Cattiva (primo doppiaggio)
- Dina Romano nel ruolo della strega (primo doppiaggio)
- Benita Martini nel ruolo della Regina Cattiva (ridoppiaggio)
- Wanda Tettoni nel ruolo della strega (ridoppiaggio)